# Барбаце
Барбаце (на сръбски: Барбаце или Barbace) е село в община Търговище, Пчински окръг, Сърбия.

## История
В края на XIX век Барбаце е село в Прешевска кааза на Османската империя. Според статистиката на Васил Кънчов („Македония. Етнография и статистика“) от 1900 година Барбарци е населявано от 290 жители българи християни. Според патриаршеския митрополит Фирмилиан в 1902 година в Барбаце има 75 сръбски патриаршистки къщи. По данни на секретаря на Българската екзархия Димитър Мишев („La Macédoine et sa Population Chrétienne“) в 1905 година в Барбарци (Barbartzi) има 580 българи патриаршисти сърбомани и в селото работи сръбско училище с един учител.
Според преброяването от 2002 година в селото живеят 152 сърби и 2 други.

## Преброявания
- 1948- 439
- 1953- 439
- 1961- 421
- 1971- 382
- 1981- 286
- 1991- 214
- 2002- 154